# 미쓰나가 유야
미쓰나가 유야(일본어: 光永 祐也, 1995년 11월 29일 ~ )는 일본의 전 축구 선수이다.

## 구단 경력
그는 2014년부터 2022년까지 J리그의 아비스파 후쿠오카, AC 나가노 파르세이루, 아술 클라로 누마즈, 로아소 구마모토, 후지에다 MYFC, 더스파구사쓰 군마에서 활동하였다.